# تریکسون درامز
تریکسون درامز (به انگلیسی: Trixon Drums) یک شرکت آلمانی تولید آلات موسیقی است که در سال ۱۹۴۷ توسط کارل-هاینز وایمر تأسیس شد. درام‌های تریکسون به دلیل نوآوری‌های خود در ساخت، از جمله پوسته‌های مخروطی و بیضی شکل، و طراحی‌های منحصر به فرد در سخت‌افزار نصب، قابل توجه بودند. خط تولید شرکت در نهایت شامل ویبرافون، زیلوفون، کنگا و بسیاری از پایه‌ها و اتصالات درام بود.